# Prosper Josse
Pour les articles homonymes, voir Josse.

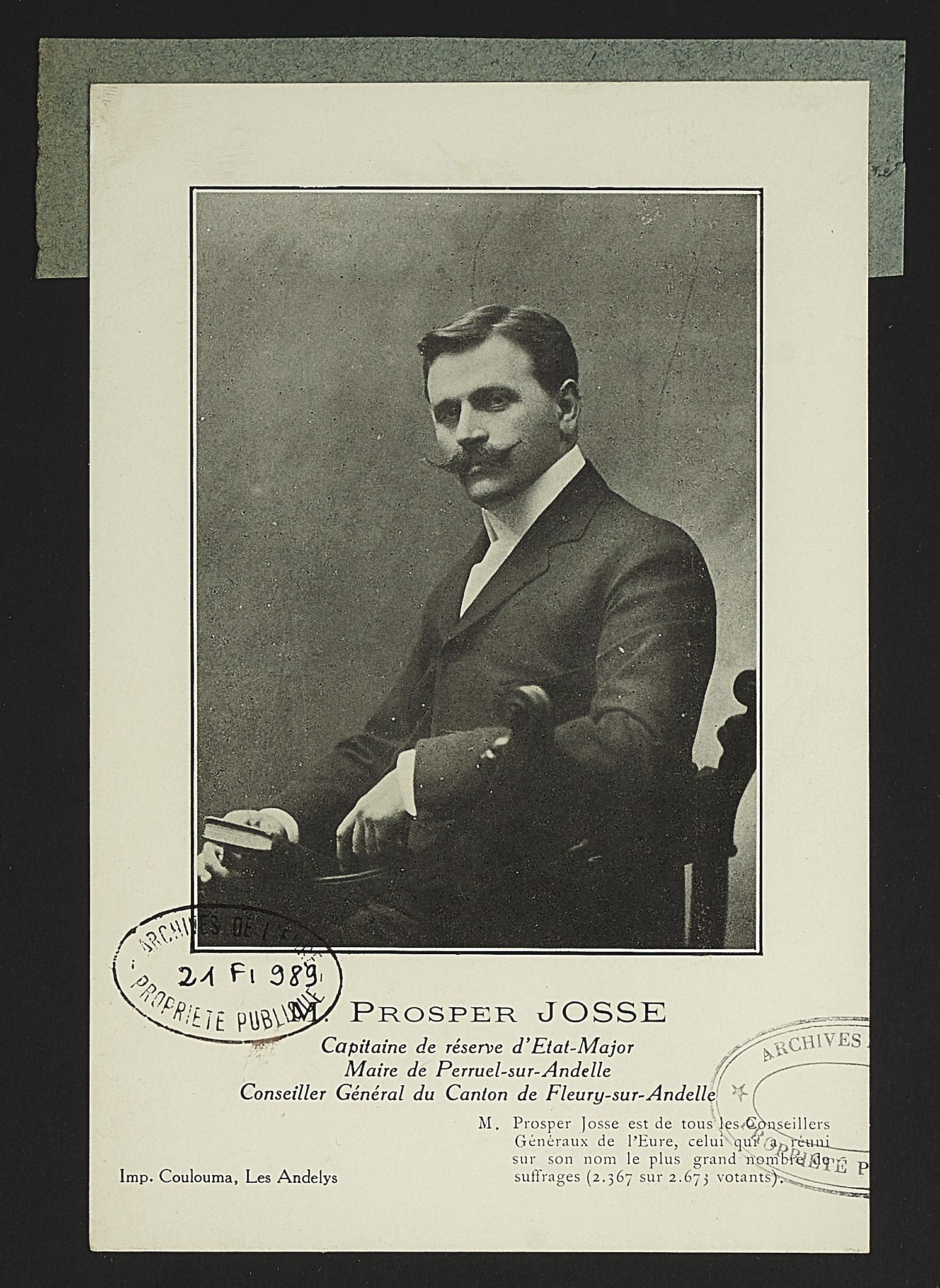
Prosper Josse. Portrait conservé aux Archives départementales de l'Eure. (Cote 021 FI 988)

Prosper Josse, né le 15 octobre 1874 à Pinterville (Eure) et mort le 25 juillet 1953 à Paris, est un homme politique français

## Biographie
Prosper Josse fait son service militaire en Algérie, engagé volontaire au 2e tirailleurs. Propriétaire, agent de change et administrateur de société, il est élu député en 1913 de la circonscription des Andelys, en remplacement de Louis Passy, et siège sur les bancs de la droite nationaliste à la Chambre ; il est réélu en 1914. Le 18 avril 1914, il est victime d'un accident de la route alors qu'il se rend à son château de Perruel.
Mobilisé en 1914, il se conduit avec courage au front et termine la guerre comme lieutenant-colonel, officier de la Légion d'honneur. Il préside l'Association des membres de la Légion d'honneur décorés au péril de leur vie, fondée par Maurice d'Hartoy en 1927.
En 1919, il conduit dans l'Eure la liste du Bloc national, qui enlève les six sièges à pourvoir. Au renouvellement du conseil général, la même année, il accède à la présidence de l'assemblée départementale, fonction qu'il assure jusqu'en 1921. Réélu en 1924, il passe immédiatement au Sénat, dès la fin de l'année 1924. Au renouvellement de 1929, il est battu dans des conditions contestées. 
Il est membre du comité directeur de la Ligue des patriotes.
Il retrouve son siège de sénateur en 1938.
En mai 1939, il est promu commandeur de la Légion d'honneur.
Prosper Josse vote les pleins pouvoirs au maréchal Pétain le 10 juillet 1940 et, par fidélité à l'ancien « vainqueur de Verdun », il ne lui ménage pas son soutien public durant l'Occupation.
Il est nommé conseiller départemental en 1943.
On lui doit deux ouvrages, recueil de ses discours politiques, qui sont des charges contre la gauche radicale-socialiste.
Il a reçu la Francisque.

Père du sénateur Armand Josse

## Distinctions
- Commandeur de la Légion d'honneur (1938)

## Sources
- « Prosper Josse », dans le Dictionnaire des parlementaires français (1889-1940), sous la direction de Jean Jolly, PUF, 1960 [détail de l’édition]